# Samantha Smith (attrice)
Samantha Smith (California, 4 novembre 1969) è un'attrice statunitense.
È conosciuta soprattutto per il ruolo di Mary Winchester, la madre dei due protagonisti, nella serie televisiva Supernatural.

## Carriera
Samantha Smith ha cominciato la sua carriera in tenera età come modella; successivamente si trasferisce a Los Angeles e inizia a girare spot pubblicitari per pagarsi gli studi alla UCLA: uno di questi viene trasmesso durante il Superbowl e questo le conferisce la notorietà necessaria a cominciare la carriera da attrice.
Ha preso parte a diverse serie TV, soprattutto in ruoli da comprimaria, come Seinfeld, Pacific Blue, Friends, Dark Angel, Criminal Minds, Dr. House, NCIS: Los Angeles e The Mentalist e in film come Jerry Maguire e Transformers.

## Doppiatrici italiane
Nelle versioni in italiano delle opere in cui ha recitato, Samantha Smith è stata doppiata da:
- Monica Migliori in NCIS: Los Angeles, Star Trek: Strange New Worlds
- Alessandra Korompay in Jarod il camaleonte
- Rachele Paolelli in Detective Monk
- Daniela Abbruzzese in Supernatural
- Emanuela Baroni in Dr. House - Medical Division
- Barbara Villa in FBI: Most Wanted